# Outlaws (televisieserie uit 1960)
Outlaws is een Amerikaanse westernserie over ordehandhavers in het Wilde Westen die misdadigers opsporen. De serie werd door NBC uitgezonden van 1960 tot 1962. Er werden twee seizoenen ofwel 50 afleveringen geproduceerd.

## Verhaal
Tijdens het eerste seizoen portretteerde Outlaws U.S. Marshal Frank Caine en zijn hulpmarshals Will Foreman en Heck Martin, ordehandhavers in het Wilde Westen in de jaren 1890. Vanuit Guthrie in het Oklahoma Territory sporen ze bandieten op in het hele gebied. In de loop van het seizoen verdwijnt Martin uit Caine's team en wordt hij vervangen door hulpmarshal Steve Corbie. Elke aflevering vertelt het verhaal vanuit het perspectief van de bandieten: hoe ze denken, wat hen motiveert om de wet te overtreden, hoe ze hun misdaden plannen en hoe ze zich voelen wanneer ze door wetshandhavers worden gepakt.
In het tweede seizoen is Caine gouverneur van het territorium geworden en zijn hij, Martin en Corbie uit de serie verdwenen. Foreman is ondertussen gepromoveerd tot marshal en is nu gevestigd in Stillwater, van waaruit hij nog steeds criminelen opspoort met de hulp van zijn eigen hulpmarshal Chalk Breeson. De verhalen worden verteld vanuit het perspectief van de wetshandhavers en eerlijke burgers in plaats van vanuit dat van de criminelen. Afleveringen portretteren ook gebeurtenissen in Stillwater, waar de mashals soms geassisteerd worden door dorpsfiguur Slim en waar Connie Masters op het Wells Fargo-kantoor werkt.
Outlaws streefde naar een grotere historische nauwkeurigheid dan de meeste westernseries op televisie. Sommige afleveringen gingen over echte outlaws, zoals de Daltonbende, Bill Doolin of Sam Bass, en over gebeurtenissen zoals de Land Rush van 1889.

## Rolverdeling
Legenda
 = Hoofdrol
 = Bijrol
 = Gastrol
 = Geen rol
| Acteur         | Personage                                  | S1 | S2 |
| -------------- | ------------------------------------------ | -- | -- |
| Don Collier    | Deputy Marshal / U.S. Marshal Will Foreman | 26 | 24 |
| Barton MacLane | U.S. Marshal Frank Caine                   | 26 | 1  |
| Jock Gaynor    | Deputy Marshal Heck Martin                 | 10 |    |
| Wynn Pearce    | Deputy Marshal Steve Corbie                | 3  |    |
| Bruce Yarnell  | Deputy Marshal Chalk Breeson               |    | 24 |
| Slim Pickens   | Slim                                       |    | 20 |
| Judy Lewis     | Connie Masters                             |    | 14 |
| Pat McCaffrie  | Dr. Edgar Harris                           |    | 5  |

Bekende gastacteurs waren onder andere Jack Elam, Eli Wallach, James Coburn, Warren Oates, Jim Davis, Edgar Buchanan, Robert Culp, Cliff Robertson, Julie Adams, Alan Hale Jr., Robert Lansing, Lloyd Nolan, George Kennedy, Vic Morrow, Martin Landau, Jackie Coogan, William Shatner en Cloris Leachman. 

## Afleveringen
Het eerste seizoen, bestaande uit 26 afleveringen, werd uitgezonden door het Amerikaanse televisiestation NBC van 29 september 1960 tot en met 18 mei 1961. Het tweede seizoen van 24 afleveringen liep van 5 oktober 1961 tot en met 10 mei 1962.